# Рыбин, Юрий Иванович
Юрий Иванович Рыбин (6 декабря 1945, Хабаровск — 16 февраля 2023 года) — советский и российский государственный, муниципальный и партийный деятель, глава Саранска (1992—1996).

## Биография
Юрий Рыбин родился в Хабаровске 6 декабря 1945 года в семье военнослужащего. Русский.
В 1964 году окончил среднюю школу № 15 в Саранске. По окончании поступил на вечернее отделение экономического факультета Мордовского государственного университета имени Н. П. Огарева
Работал на заводе «Медпрепараты», начинал слесарем. В 1967 году, отслужив четыре года в Советской армии, вернулся на завод, старший мастер, секретарь заводского комитета ВЛКСМ, затем перешёл на комсомольскую работу в городской комитет комсомола, 2-й секретарь.
Окончил Высшую партийную школу (1980). Служил инструктором Мордовского областного комитета партии, вторым секретарём Октябрьского райкома партии, первым секретарем того же района. Был главой Октябрьского района.
Возглавлял комиссии по промышленности, транспорту связи и энергетике при Верховном Совете Республики Мордовия.
В октябре 1992 года возглавил администрацию города Саранск, занимал должность по 1996 год. Пользовался популярностью в народных массах, шутками и образными оборотами снимая напряжённость на стихийно возникающих митингах протеста из-за социальных проблем. Среди городских задач, которые удалось решить администрации города при Юрии Рыбине — сохранение муниципального пассажирского транспорта (существенную роль сыграли выигранные на международном конкурсе 100 «Мерседесов»). Для решения вопросов обслуживания городских коммунальных сетей в Саранске были созданы три районных треста, сконцентрировавших производственные мощности и технику. Были открыты вещевые рынки, проходило становление коммерческой торговли. Складывалась общность предпринимателей, везущих товары народного потребления и иностранную валюту из-за границы. Местные промышленные предприятия перестраивались на выпуск новой продукции с переменным успехом. Многие предприятия были вынуждены выдавать зарплату готовой продукцией. Строительство в городе в основном было заморожено, хотя ряд объектов (медсанчасть «Лисмы», поликлиники, небольшое количество жилых домов за счёт прежних мощностей) удалось завершить; главной задачей было «удержать» город и определить его стратегическое развитие.
В период преодоления октябрьского кризиса власти в стране (1993) Юрий Рыжков реализовал указы Бориса Ельцина о реформе местного государственного управления. 30 октября он подписал постановление о прекращении деятельности горсовета, а также Ленинского, Октябрьского и Пролетарского районных советов народных депутатов, их функции были переданы соответствующим администрациям, материальные и финансовые средства, транспорт, помещения, оборудование переходили на городской баланс.
10 июня 1994 года постановлением главы администрации Саранска (Ю. И. Рыбина) фактически был восстановлен прежний, исторический герб города.
После избрания в 1995 году главой Республики Мордовия Николая Меркушкина Юрий Рыбин перешёл на работу в региональное министерство экологии. Был главой Мордовского республиканского отделения Общероссийской общественной организации «Российский экологический союз» — «Мордовский экологический союз», при участии Юрия Рыбина были внедрены эффективные системы защиты окружающей среды. С 2001 года — советник Главы Республики Мордовия.
Умер 16 февраля 2023 года.
Вспоминая Юрия Рыбина работавший с ним, будучи заместителем начальника управления культуры администрации города, Пётр Тултаев писал:

Увлечённый работой был человек, незашоренный бюрократ, заводной на нестандартные решения. Имел своё суждение по самым острым политическим вопросам, экономическим проблемам. <…> Примечательно, что властные кабинеты не испортили его: он всегда был доступен для всех, искренен, человечен. Мог, конечно же, и брови нахмурить в отношениях с подчинёнными, но без обид.